# Eli Suisa
Elijahu „Eli“ Suisa, hebrejsky: אליהו "אלי" סויסה ‎ (* 1956) je bývalý izraelský politik a rabín. V minulosti byl poslancem Knesetu za stranu Šas a zastával řadu ministerských postů v izraelské vládě.

## Biografie
Narodil se v Maroku a v roce 1956, tedy ve stejný rok, kdy se narodil, podnikl se svojí rodinou aliju do Izraele. Studoval v ješivě a byl vysvěcen na rabína.
V červnu 1996 byl, ač neposlanec, jmenován ministrem vnitra ve vládě Benjamina Netanjahua. V srpnu téhož roku se navíc stal ministrem náboženských věcí, ale v nové funkci působil pouze pět dnů, po nichž mu ji premiér Netanjahu odebral a následně předal Zevulunu Hammerovi. Po Hamerově smrti zastával portfolio na krátko opět Netanjahu, načež jej předal Jicchaku Levymu. V září 1998 se Suisa stal opět ministrem náboženských věcí; celkem toto ministerstvo během tří let vlády změnilo šestkrát svého ministra.
Ve volbách v roce 1999 byl zvolen poslancem za stranu Šas a byl jmenován ministrem národní infrastruktury. Vládu opustil v červenci 2000, když ji opustila jeho mateřská strana. Vrátil se do ní až poté, co Ariel Šaron po vítězství v premiérských volbách vytvořil v březnu 2001 novou vládu a tentokráte jako ministr pro záležitosti Jeruzaléma. V této funkci působil až do voleb v roce 2003, a to až na krátkou přestávku mezi 23. květnem a 3. červnem 2002, kdy Šas opustil vládu. O poslanecký mandát a ministerskou funkci přišel ve volbách v roce 2003.